# Kazimierz Dunin Karwicki

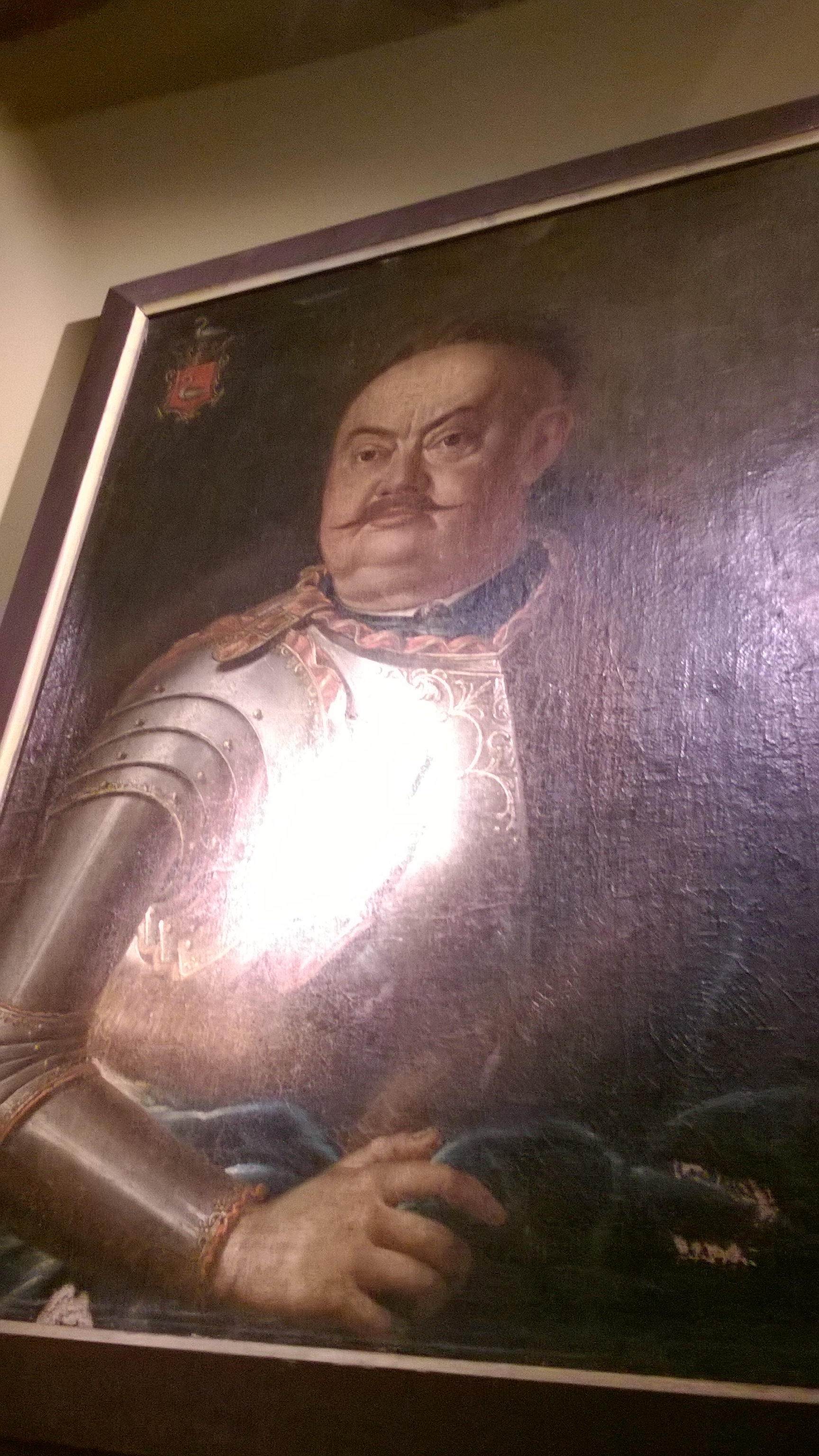
Kazimierz Dunin Karwicki na obrazie

Kazimierz Dunin Karwicki herbu Łabędź (zm. w 1757 roku) – kasztelan radomski w 1757 roku, chorąży radomski w latach 1726–1757, miecznik sandomierski w 1726 roku, starosta lipnicki.
Był konsyliarzem i delegatem województwa sandomierskiego w konfederacji dzikowskiej 1734 roku.